# Kebri Beyah (woreda)
Cet article concerne le district. Pour la ville, voir Kebri Beyah.
Kebri Beyah (ou Kebribeyah,,) est un woreda de l'est de l'Éthiopie situé dans la zone Fafan de la région Somali. Ce district a 165 518 habitants en 2007 et porte le nom de son chef-lieu. Sa partie sud-ouest rejoint les nouveaux woredas Koran/Mulla, Goljano et Shabeeley vers 2020. La ville de Kebri Beyah se détache également tandis que la principale agglomération, Hart Sheik, reste dans le district.

## Origine
- G.Goljano
- Limite régionale
- Limite de zone

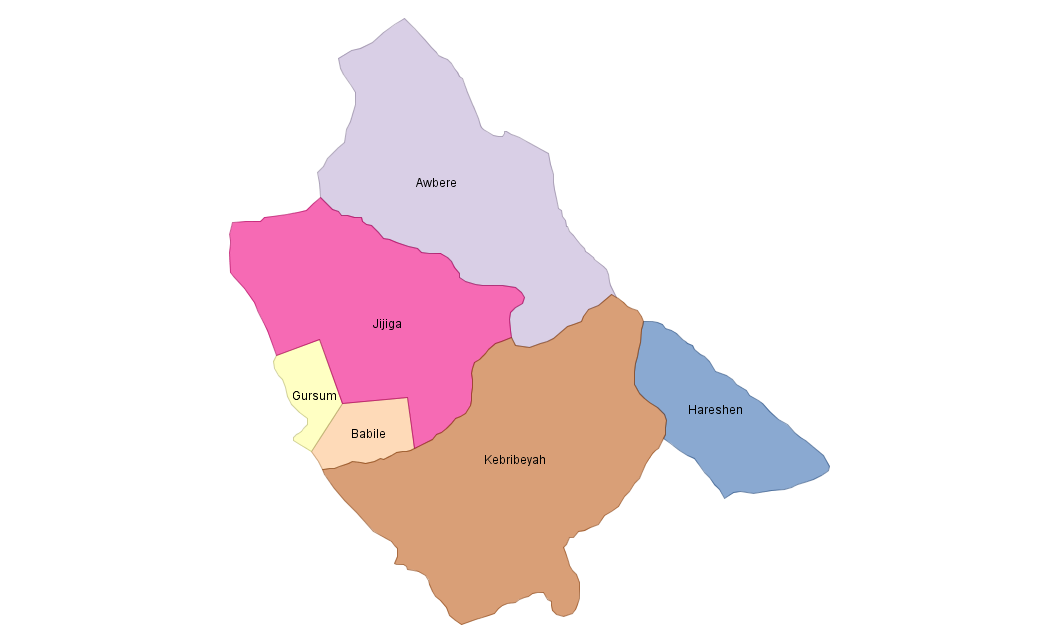
Carte de la zone Jijiga au début des années 2000.

Au début des années 2000, le district s'étend dans le sud de la zone Jijiga (actuelle zone Fafan) au contact de la zone zone Degehabur (actuelle zone Jarar), de la région Oromia et du Somaliland.
Kebri Beyah est alors  bordé par les anciens woredas Babille et  Jijiga au nord-ouest ; par Awbere (ou Teferi Ber) et le Somaliland au nord ; par Hareshen ou Harshin à l'est ; par la zone Degehabur au sud et par le woreda Babille de la région Oromia à l'ouest.
Il figure au recensement national de 2007 avec un territoire élargi au nord-ouest et au sud qui évolue notablement par la suite :
- le sud-ouest du district se partage avant 2020 entre la pointe sud de Shabeeley, Goljano et Koran/Mulla[2] ;

- le chef-lieu devient vers la même date un district urbain séparé enclavé dans le district principal[4] ;

- Goljano perd du territoire d'abord au bénéfice de la région Oromia puis au bénéfice de la zone Jarar[2],[4],[7].

## Géographie
Situés dans le sud de la zone Fafan, les woredas Goljano, Koran/Mulla et Kebri Beyah sont limitrophes de la zone Jarar.
Du côté ouest, Goljano est limitrophe de la région Oromia.
Du côté est, Kebri Beyah est limitrophe du Somaliland et de Harshin. Il comprend la ville de Hart Sheik (également appelée Harta-Sheekha ou Hartishek) située une vingtaine de kilomètres au nord-est de la ville de Kebri Beyah.

## Démographie
Le district recensé en 2007 comprend encore la ville de Kebri Beyah et une partie des futurs woredas Shabeeley, Goljano et Koran/Mulla.
Il compte alors 165 518 habitants dont 15 % de citadins qui se partagent entre les 14 012 habitants de Hart Sheik et 11 481 habitants au chef-lieu.
Près de 99 % des habitants sont musulmans.
En 2022, la population est estimée sur le même périmètre à 242 880 personnes avec une densité de population de 50 personnes par km2 et 4 839 km2 de superficie.
Les détachements intervenus entre-temps réduisent cependant le district à 2 842 km2, la ville de Kebri Beyah occupant 29 km2 et Koran/Mulla 1 469 km2 en 2021.
Quant à Goljano, il atteint 688 km2 en 2021 avant que sa partie sud passe dans la zone Jarar.